# Grrrrrrrrrrr!!
Grrrrrrrrrrr!! é uma pintura a óleo de 1965, do pintor estadunidense Roy Lichtenstein e mede 172.7 × 142.6 centímetros. Ela está localizada no museu Solomon R. Guggenheim, onde faz parte da coleção de Lichtenstein junto com outras obras de propriedade do pintor.
A pintura descreve a representação frontal de um cão rosnando, aparentemente raivoso, acompanhado da expressão onomatopeica Grrrrrrrrrrr!! O trabalho foi derivado da banda desenhada Our Fighting Forces, que também serviu como fonte para outra pintura de Roy Lichtenstein na qual retratou um cão militar.

## Antecedentes

Our Fighting Forces foi a inspiração para a pintura.

A fundação Lichtenstein observou que a inspiração para esta pintura foi um quadro da edição de número 66 da banda desenhada Our Fighting Forces, publicada pela  National Periodical Publications, atual DC Comics. Nesse quadro é visível apenas uma parte da cabeça de um cão acompanhada de um balão de diálogo contendo a expressão "Grrr!" Além da própria pintura, a fundação produziu um pequeno um pequeno grafite em um papel. (14,6 cm x 11,4 cm).
A pintura foi oferecida ao museu Solomon R. Guggenheim depois da morte de Roy Lichtenstein em 1997, na sequência de uma promessa feita em 1992. O museu usou Grrrrrrrrrrr!! nos cartazes promocionais para a exposição que homenageou o pintor em 1993, chamada de "Roy Lichtenstein: A Retrospective", que ocorreu de 7 de Outubro de 1993 até 16 de janeiro de 1994. A pintura também foi incluída nas exposições "Rendezvous: Masterpieces from the Centre Georges Pompidou and the Guggenheim Museums", realizada entre 16 de Outubro de 1998 a 24 de janeiro de 1999 no Museu Guggenheim em Nova York e em ""Art in America: 300 Years of Innovation", que viajou para vários museus na China entre 2007 e 2008.
O trabalho apareceu na capa da edição de novembro de 1993 do ARTnews.

## Detalhes

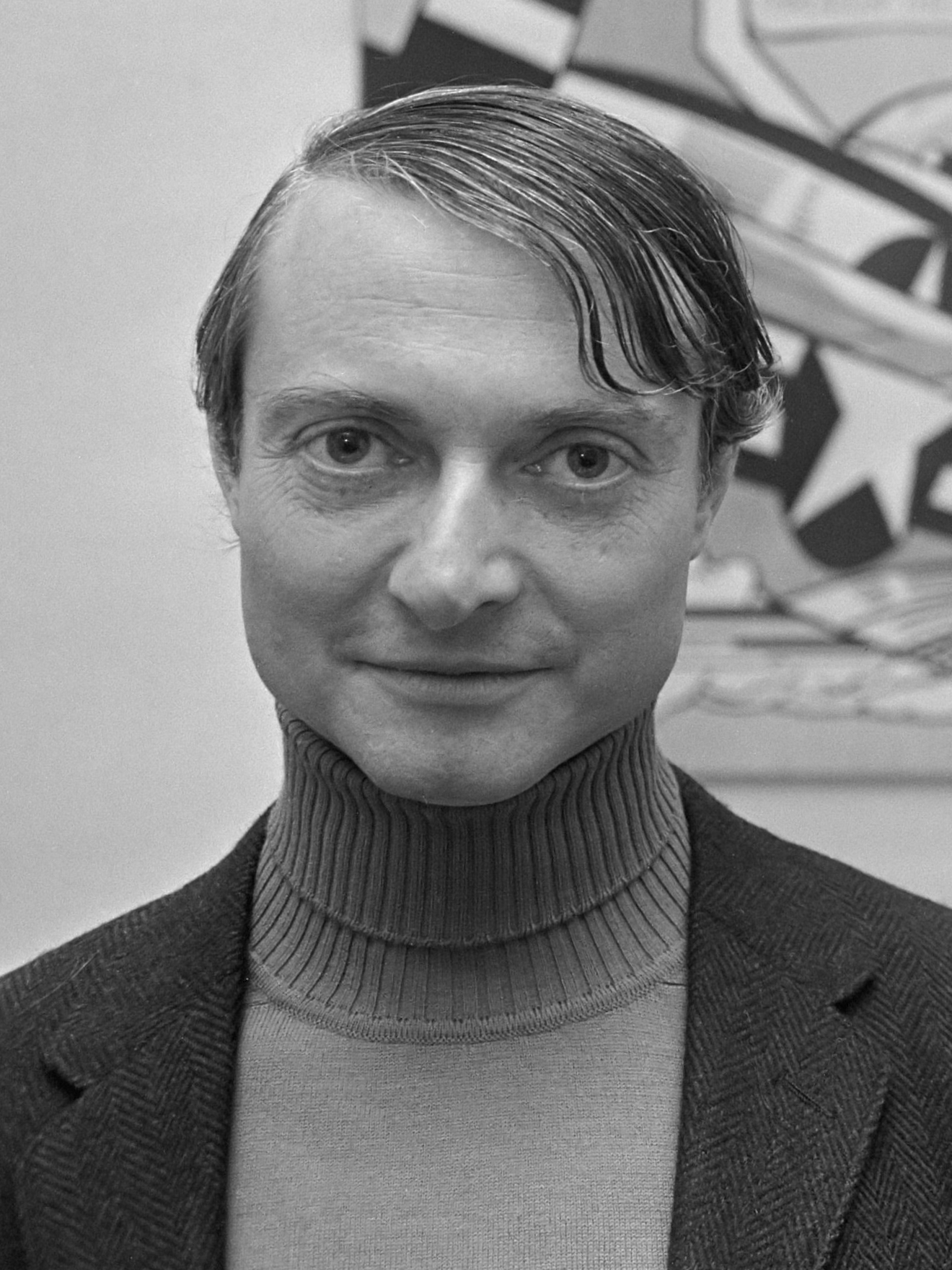
Lichtenstein em 1967

Segundo Susan Davidson, embora Grrrrrrrrrrr!! é derivada de uma banda desenhada de baixo nível, que é uma fonte típica Lichtenstein, a pintura representa a fascinação de Lichtenstein com "a língua atômica de Pontos Ben-Day, contornos pretos e as três cores primárias com um vocabulário elementar de imagens comerciais de baixo orçamento."
De acordo com Jennifer Blessing, membro do museu Guggenheim, disse: "Há também um elemento de humor na criação de belas-artes, que habitualmente são consideradas de níveis inferiores, uma brincadeira que é evidente na rubrica onomatopaica e na expressão belicosa do cão em Grrrrrrrrrrr!!.

## Trabalhos relacionados
Em 1962, Lichtenstein pintou Arrrrrff!, utilizando das técnicas de óleo sobre a tela e grafite. A obra representa um cão que também apareceu em Our Fighting Forces, mesma fonte de Grrrrrrrrrrr!! Essa fonte descreve um cão pelo nome de "Pooch" em perfil com um balão de dialogo acima de sua cabeça, com o seguinte texto: "Sniff - Sniff - Sniff - Sniff - Arrrrrff." A inspiração para esta pintura veio da edição de número 69 de Our Fighting Forces, emitida em julho de 1962. Arrrrrff! foi vendida na Christie's em 1996, por $420,500 de um comprador não revelado.